# Terrier Kerry Blue
Pour les articles homonymes, voir Terrier irlandais (homonymie).
Le terrier Kerry Blue (Kerry blue Terrier en anglais) est une race de chiens originaire d'Irlande et notamment du comté de Kerry. Il s'agit probablement d'une ancienne race irlandaise bien que peu de traces écrites existent. Le terrier irlandais à poil doux a peut-être participé à l'élaboration de la race. Le premier standard est édité dans les années 1920.
Le terrier Kerry Blue est un chien de terrier de grande taille, d'aspect compact et gracieux. La tête porte un poil abondant, qui forment moustaches et barbe. Les petites oreilles sont portées en avant ou contre les côtés de la tête. Le poil est long, doux et ondulé, toujours de couleur bleue, avec ou sans extrémités noires.
Ancien chien de ferme polyvalent, le terrier Kerry Blue a été utilisé comme chien de berger, chien de chasse, chien de garde et même chien de combat. Il est à présent essentiellement un chien de compagnie. Sa robe demande un entretien régulier et il existe un toilettage spécifique à la race.

## Historique

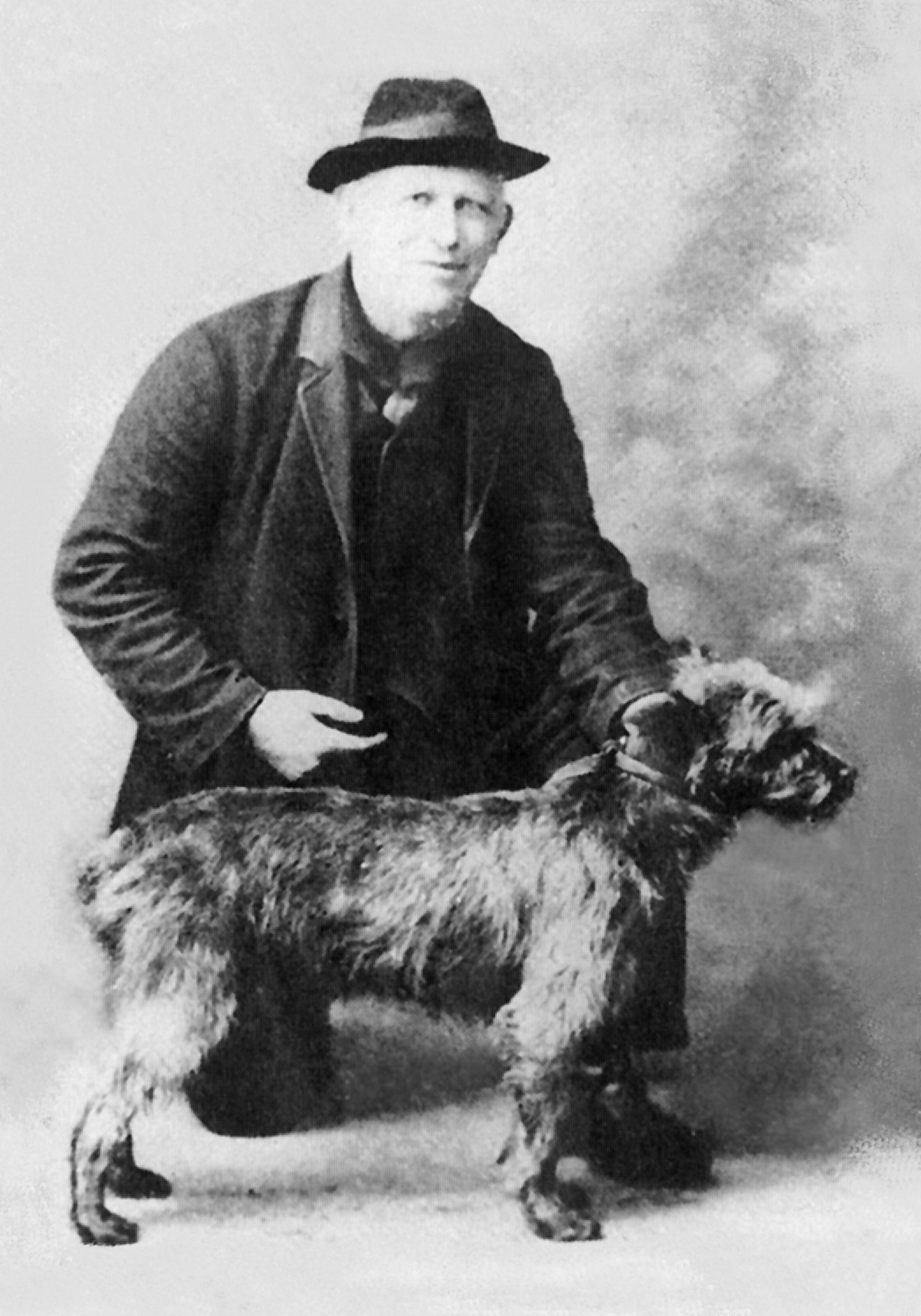
Un terrier Kerry Blue en 1916.

Le terrier Kerry blue est probablement une ancienne race de terrier d'Irlande utilisée comme chien ratier et chien de ferme polyvalent, où il a probablement reçu des apports de sang de chien de berger. Le terrier Kerry Blue s'est essentiellement développé dans le comté de Kerry. Les origines modestes de la race ne laissent que peu de traces écrites ou iconographiques avant le XXe siècle. La première référence attribuée à un Kerry Blue date d'un écrit de 1847 où il est fait mention d'un chien bleuâtre, de la couleur de l'ardoise, marquée de taches et de plages plus sombres, et souvent avec des marques feu. Une hypothèse de développement de la race serait sa sélection à partir du terrier irlandais à poil doux, dont la texture de la robe est approchante.
Le Kerry Blue est exposé pour la première fois en Irlande en 1887. En 1913, le premier Kerry Blue est présenté en exposition canine et le premier club d'élevage est créé en 1920. La race gagne rapidement en popularité auprès des Irlandais et trois autres clubs s'ouvrent entre 1922 et 1924.
Avec 4 inscriptions au livre des origines français (LOF) en 2012, la race est très peu représentée en France. Au Royaume-Uni, avec 169 à 274 inscriptions sur les registres du Kennel Club anglais chaque année, la race n'est pas très populaire, même parmi le groupe des terriers. Par ailleurs les inscriptions déclinent peu à peu sur cette période d'enregistrement. Aux États-Unis en 2013, le terrier Kerry Blue est la 127e race la plus populaire sur 177, selon l'American Kennel Club.

## Standard

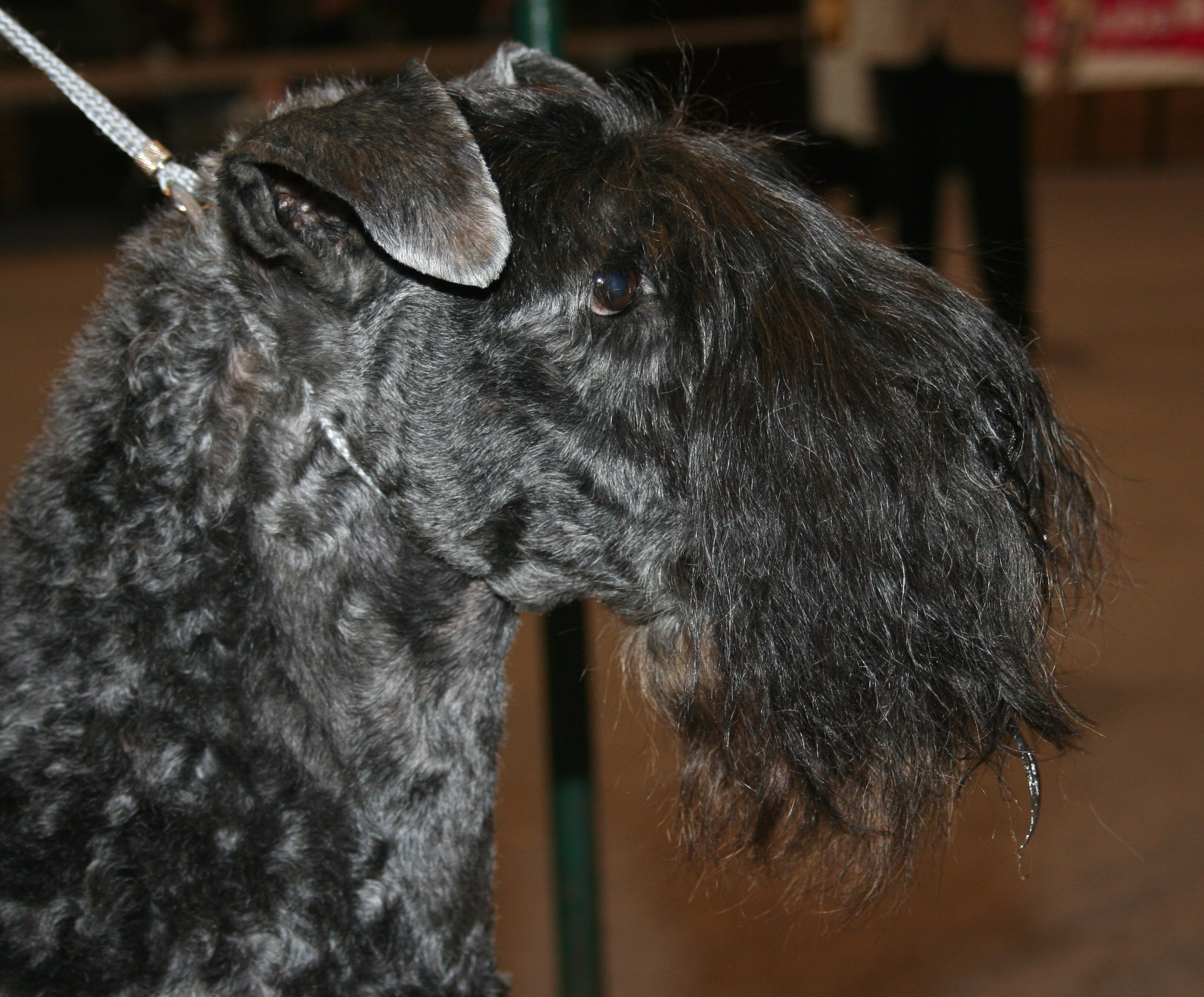
Portrait d'un terrier Kerry Blue présenté en exposition canine en Pologne.

Le terrier Kerry Blue est un chien de terrier de grande taille, d'aspect compact et gracieux. Le corps bien proportionné est musclé et bien développé. Le dos est bien horizontal. La poitrine bien descendue et de largeur modérée dispose de côtes bien cintrées. La queue est mince, portée dressée et gaiement. En mouvement, les membres sont parallèles, les antérieurs doivent présenter une bonne extension et la poussée des postérieurs est puissante. La ligne du dessus reste horizontale et la tête et la queue sont portées haut en mouvement.
La tête porte un poil abondant. Elle est plus forte et plus musclée chez le mâle que chez la femelle. Le crâne est fort, avec un stop léger conduisant à un museau de longueur moyenne. Les yeux de taille moyenne sont de couleur foncé ou de couleur noisette foncé. Les petites oreilles sont portées en avant ou contre les côtés de la tête.
Le poil est doux, abondant et ondulé. La robe est entièrement bleue, avec ou sans extrémités noires.

## Caractère
Le standard de la Fédération cynologique internationale (FCI) décrit la race comme ayant le « caractère terrier de la tête aux pieds ». C'est un chien vif et éveillé, doux avec sa famille, courageux. Le terrier Kerry Blue est considéré comme facile à éduquer avec un bon investissement et de bonnes connaissances. Il peut se montrer déterminé, difficile à motiver. Il peut se montrer chasseur. Cependant, une bonne sociabilisation est nécessaire, surtout envers ses congénères car il peut vite devenir réactif envers les chiens.

## Utilité

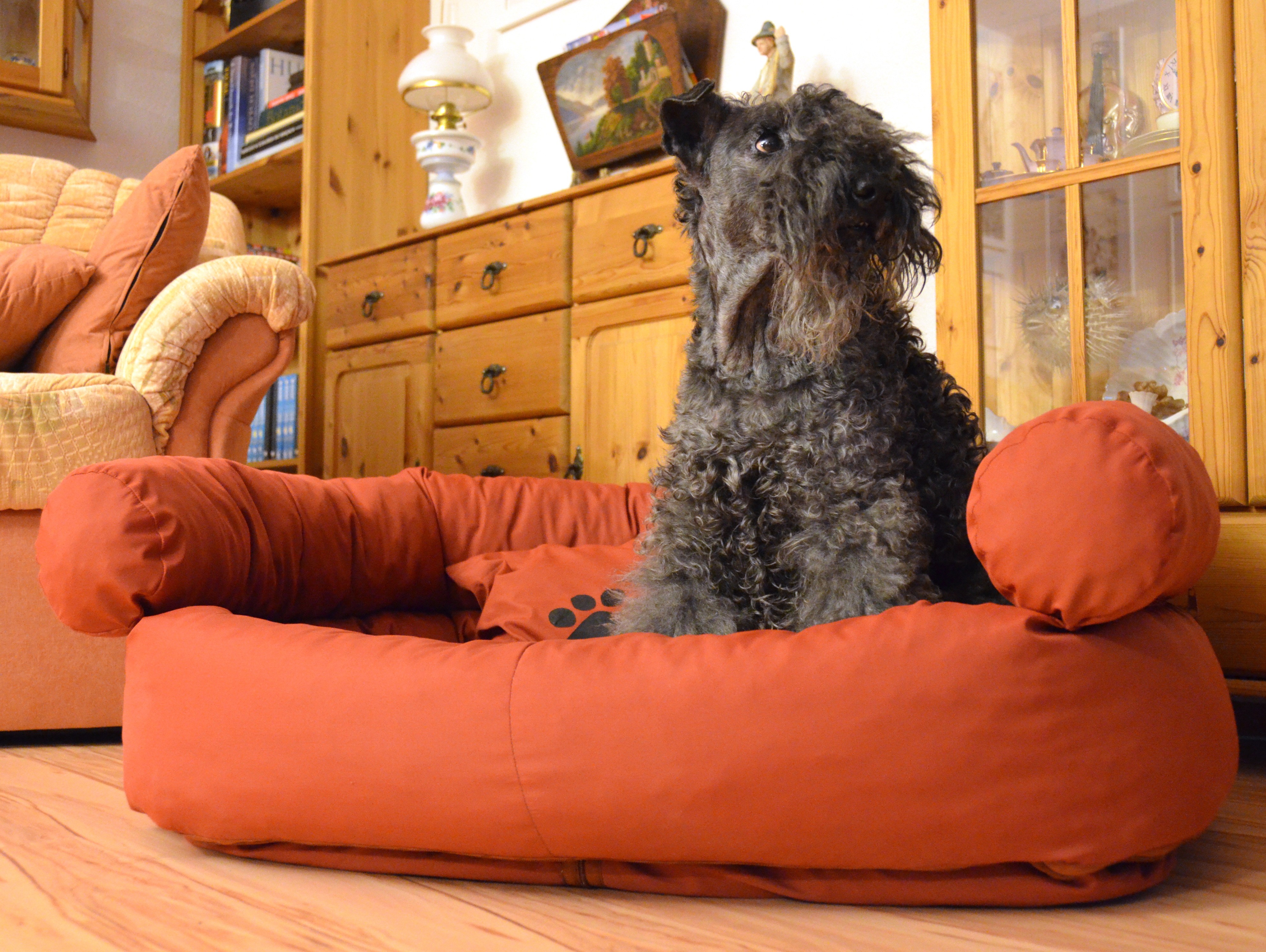
Le terrier Kerry Blue est, de nos jours, utilisé comme chien de compagnie.

Le terrier Kerry Blue est à l'origine un chien polyvalent, utilisé à la ferme pour garder les troupeaux de bovins ou comme chien de chasse pour la chasse à la loutre en eau profonde et la chasse au blaireau sous terre. Il possède des aptitudes pour être un chien de garde, et a été utilisé comme chien de garde des camps de prisonniers où sa robe sombre était appréciée pour la surveillance nocturne. Le terrier Kerry Blue a également été un chien de combat. À présent, il est majoritairement utilisé comme chien de compagnie et chien d'exposition.

## Élevage

### Croissance
La robe demande du temps pour se fixer. À la naissance, le chiot peut être noir ou présenter des tons fauves. Ils doivent disparaître avant l'âge de 18 mois pour n'être pas considérés comme un défaut en exposition.

### Toilettage
Un toilettage dédié au terrier Kerry Blue existe et demande un équipement et un investissement temporel importants. Il est nécessaire d'avoir plusieurs types de ciseaux bien aiguisés, une tondeuse et plusieurs sabots, des peignes métalliques, une brosse et un coupe-ongles. Le toilettage vise à mettre en valeur la morphologie du Kerry Blue. Le profil est rendu rectiligne de la gorge aux pieds et les courbures entre le cou et la ligne du dos, de la poitrine, du dessous de la queue, de la croupe et de la pointe du jarret sont sculptées aux ciseaux pour les mettre en valeur. Sur la face, les joues et les oreilles sont tondues, les poils sur le front coupés pour donner un profil rectiligne.

## Santé
Le club français d'élevage de la race recommande de tester les terriers Kerry Blue pour les maladies héréditaires suivantes : la dysplasie de la hanche, la maladie de Willebrand de type I et la cataracte juvénile.